# Sierra Nevada (Hiszpania)

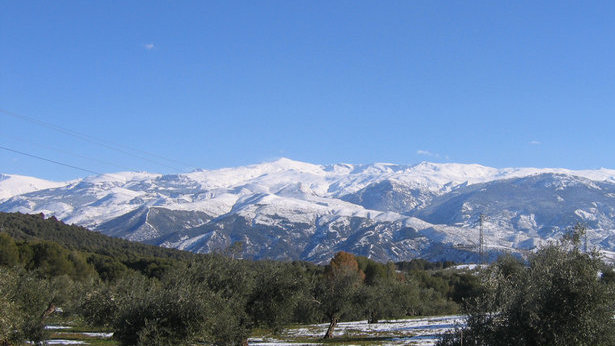
Sierra Nevada

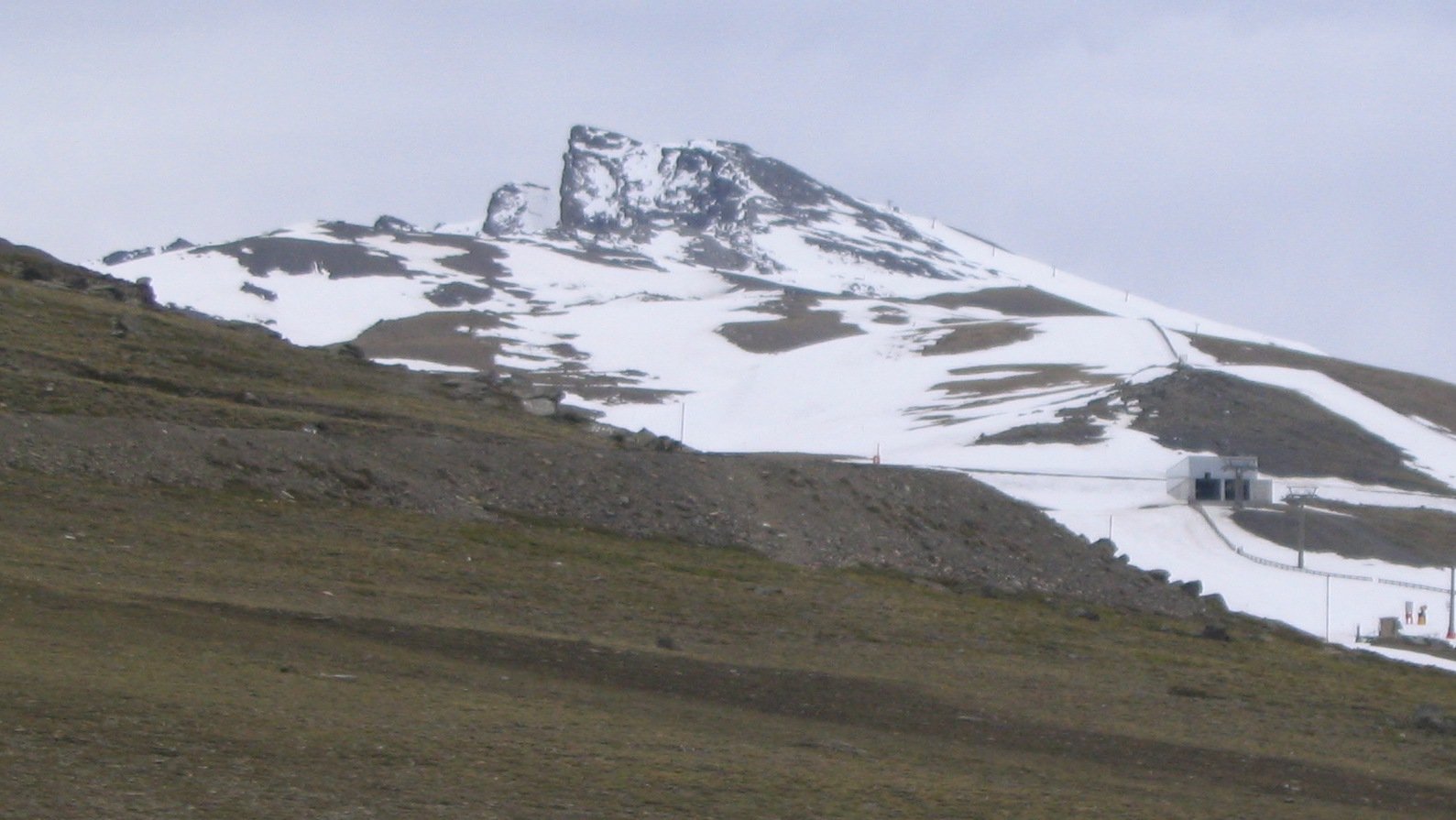
Veleta

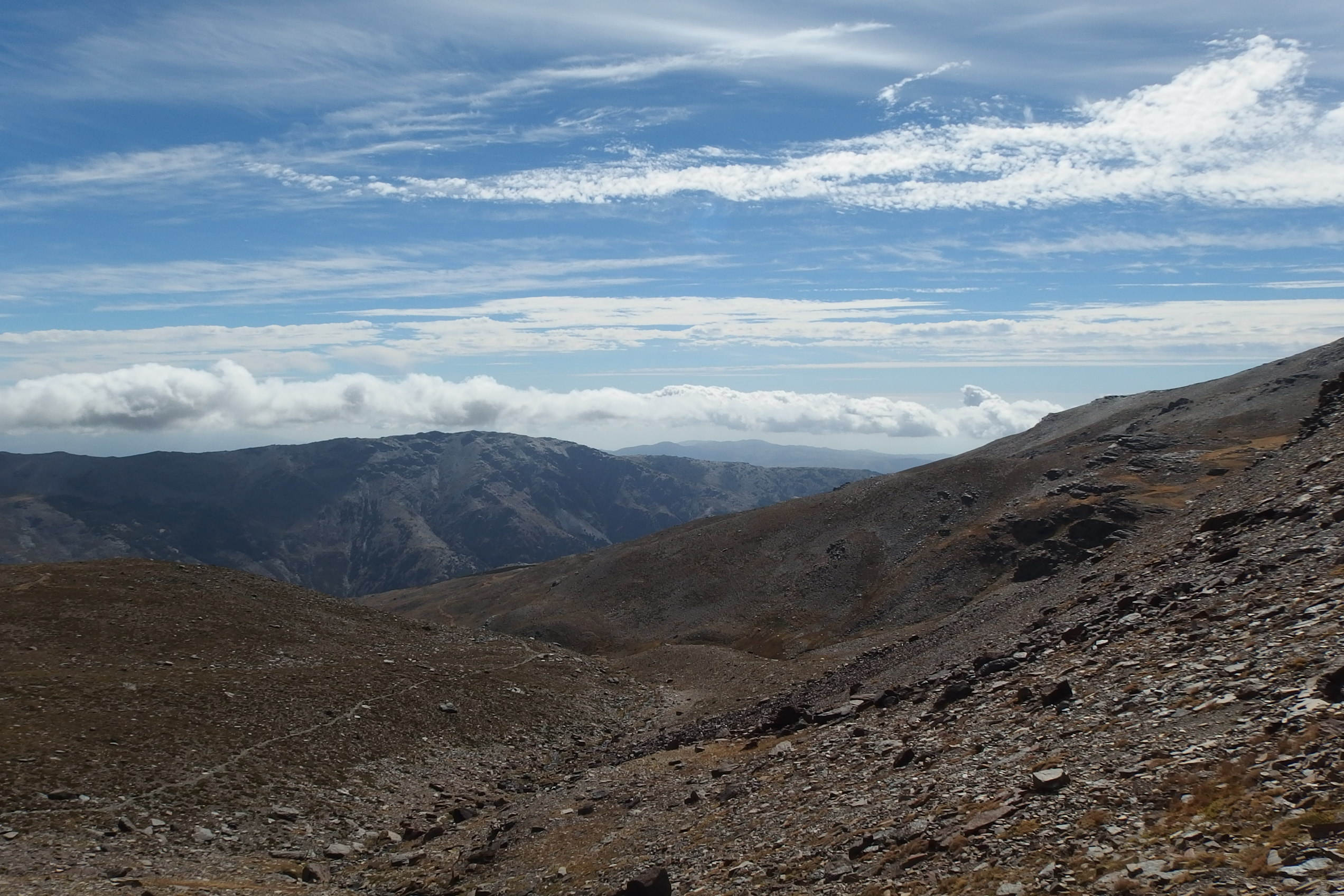
Szlak ze Siete Lagunas do Trevélez

Sierra Nevada (hiszp.: Góry Śnieżne) – pasmo górskie w Górach Betyckich, w południowej Hiszpanii, w Andaluzji. Jego długość wynosi około 120 km, szerokość do 40 km, a powierzchnia – około 2000 km². Zbudowane jest ze skał metamorficznych, w niższych partiach z piaskowców, miejscami z wapieni i dolomitów. Najwyższy szczyt, Mulhacén (3478 m n.p.m.) jest również najwyższym szczytem Półwyspu Iberyjskiego i europejskiej części Hiszpanii. Pod jego wierzchołkiem znajdują się najdalej na południe w Europie położone ślady plejstoceńskiego zlodowacenia. W górach jest mało wody, jedynie w rejonie szczytu Mulhacén znajduje się kilka jezior. Północne stoki porośnięte są lasami szpilkowymi. Na wysokości 1200–2000 m rosną dęby oraz kasztan jadalny. Powyżej 2000 m rosną zarośla jałowca. Powyżej 3000 m rozciąga się piętro hal.
Sierra Nevada stanowi rezerwat biosfery, w którym żyje kilkadziesiąt endemicznych gatunków roślin i zwierząt. Góry te są również najbardziej wysuniętym na południe rejonem w Europie umożliwiającym uprawianie narciarstwa.
Główne ośrodki miejskie rejonu to: Grenada, Málaga i Almería.

## Powstanie
Pasmo to powstało w trzeciorzędzie podczas orogenezy alpejskiej, podczas której powstały także Alpy oraz Góry Atlas. Góry Sierra Nevada powstały w wyniku kolizji płyt kontynentalnych eurazjatyckiej i afrykańskiej między 65 a 1,8 mln lat temu.

## Najwyższe szczyty
- Mulhacén – 3479 m,
- Veleta – 3393 m,
- Alcazaba – 3371 m,
- Mulhacén II – 3362 m[1],
- Cerro los Machos – 3324 m.
- Puntal de Siete Lagunas – 3248 m,
- Puntal Caldera – 3226 m,
- Pico de Elorrieta – 3206 m,
- Crestones Río Seco – 3198 m,
- Loma Pelada – 3187 m,
- Cerro Pelado – 3179 m,
- Tajos de la Virgen – 3160 m,
- Cartujo – 3152 m,
- Atalaya – 3148 m,
- Puntal de Vacares – 3143 m,
- Cerro Rasero – 3139 m,
- Tajos del Nevero – 3120 m,
- Raspones Río Seco – 3120 m,
- Tajos Altos – 3111 m,
- Picón de Jeres – 3090 m,
- Tajo de los Machos – 3088 m.